# Joaquima Santamaria
Joaquima Santamaria i Ventura de pseudónimo Agna de Valldaura (Barcelona, 5 de abril del 1853 - Barcelona, 29 de mayo del 1930) fue una escritora, folklorista y traductora española.

## Biografía
Nació en el seno de una familia de tenderos establecida en la calle de la Boqueria 31 de Barcelona, y se inclinó muy joven por el mundo de las letras. Siempre bajo pseudónimo publicó numerosos poemas, cuentos y tradiciones entre los años 1882 y 1891 en La Ilustració Catalana. Colaboró también en el Calendari Catalán, Lo Gay Saber y en Feminal, suplemento de La Ilustració Catalana dedicado a las mujeres, que defendía programas de culturización para las mujeres de clase media. El año 1875 publicó un poema en La Llumanera de Nueva York. Se pueden encontrar muchos de estos escritos en las hemerotecas de revistas de la época. El año 1877, a los 24 años, ganó el premio del certamen de la Juventud Católica de Barcelona.  En cuanto a su dimensión social, colaboró con Dolors Monserdà en el trabajo de ayudar a las mujeres obreras, que a los inicios de la industrialización sufrieron una dobler discriminación: la de ser mujeres y trabajadoras.
Coetánea de Francisca Bonnemaison, desarrolló como ella la actividad de traductora. Entre los 70 y los 80, tradujo poemas de Frédéric Mistral, Victor Hugo, Rosalía de Castro y Joseph Roumanille para las revistas Calendari Catalán y Lo Gay Saber. Reconocida folklorista, Agna de Valldaura recogió numerosas tradiciones en su obra Tradicions religioses de Catalunya (1877), donde defendía que la leyenda de San Jorge había sucedido en Montblanch. Joan Amades recogió también esta opinión en su Costumari català (1952). La Semana Medieval de Montblanch hace mención a estas referencias en su programa de fiestas. Estuvo casada con Antoni Maria Fàbregas Rosal, también escritor y traductor, y dejó 2 hijos y 5 hijas que la sobrevivieron.

## Obras
- Tradicions religiosas de Catalunya (1877)
- Fullaraca : prosa y vers (1879)
- Ridolta : aplech de poesias (1882)
- Breus consideracions sobre la dona (1886)